# John Rae (Forscher)

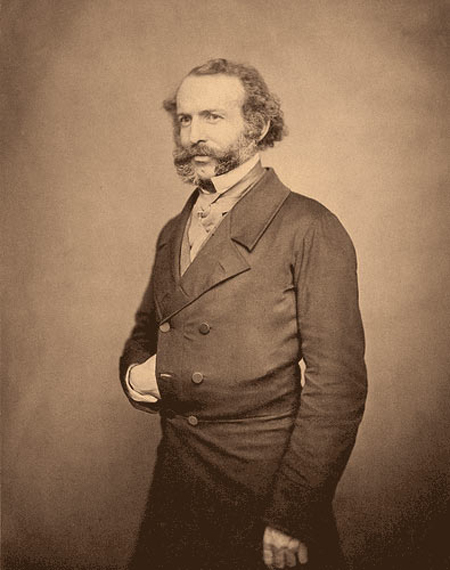
John Rae

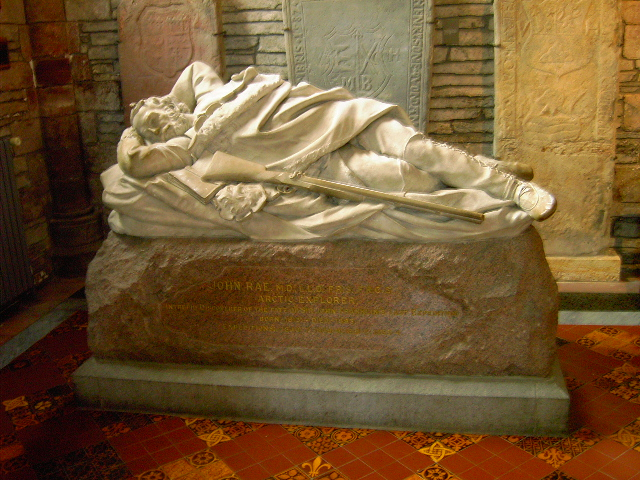
Gedenkstätte von John Rae im Magnusdom von Kirkwall, Mainland, Orkney

Grab von John Rae

John Rae (* 30. September 1813 in der Hall of Clestrain in Orphir auf Mainland, Orkney; † 22. Juli 1893 in London) war ein schottischer Arktisforscher und Arzt.

## Leben
Nach seinem Medizinstudium in Edinburgh trat er als Arzt in die Dienste der Hudson’s Bay Company. In deren Auftrag unternahm er 1846–1848 eine Forschungsreise, um die von John Ross in der Hudson Bay getätigten Kartographierungen zu vervollständigen. Im selben Jahr begleitete er John Richardson bei einer Expedition zur Aufsuchung der Nordwestpassage im Gebiet des Mackenzie-Flusses. Nach dessen Heimreise leitete er die Expedition weiter und erkundete das Gebiet der Victoria-Insel und die nach ihm benannte Rae-Straße.

## Expeditionen

### Golf von Boothia (1846–1847)
Zwischen 1836 und 1839 segelte Thomas Simpson entlang weiten Strecken der Nordküste von Kanada. Sir George Simpson schlug vor, mit einer Überland-Expedition ab der Hudson Bay eine Verbindung zum östlichsten Punkt, den Thomas Simpson erreicht hatte, zu schlagen. Rae wurde dafür ausgewählt, weil er viel Erfahrung bei Expeditionen über Land hatte. Die Kenntnisse in der Landvermessung wollte er sich daraufhin in der Red River Colony aneignen. Am 20. August 1844 verließ Rae Moose Factory, reiste den Missinaibi River hinauf und begab sich auf die übliche Reiseroute nach Westen.
Als er am 9. Oktober die Red River Colony erreichte, fand er den Ausbilder schwer krank vor. Nach dessen Tod machte sich Rae auf den Weg nach Saul Ste. Marie, um dort einen anderen Ausbilder zu finden. Für die zweimonatige Strecke von 1900 km (1200 Meilen) im Winter auf Hundeschlitten wählte er die Strecke am Nordufer des Lake Superior. Sir George wies ihn an, von dort aus nach Toronto zu reisen, um bei John Henry Lefroy am Toronto Magnetic and Meteorological Observatory zu lernen. Nach seiner Rückkehr aus Toronto schloss er seine Ausbildung in Sault Ste. Marie ab.
Rae brach schließlich am 5. August 1845 zum östlichsten Punkt auf, den Simpson erreicht hatte. Er folgte der üblichen Route am Lake Winnipeg und kam am 8. Oktober in York Factory an, wo er überwinterte. Am 12. Juni 1846 reiste er in zwei Booten von 6,7 Metern (22 Foot) Länge nach Norden ab und erreichte im Juli Repulse Bay. Von den ortsansässigen Inuit erfuhr er, dass es im Nordwesten Salzwasser gab. Deshalb wählte er diesen Ort als sein Basislager. Auf seiner ersten Erkundungsreise, die am 26. Juli begann, zog er eines seiner Boote 64 km (40 Meilen) nach Nordwesten bis zur Committee Bay im Golf von Boothia. Die Inuit dort informierten ihn, dass der Golf von Boothia eine Bucht war und dass er über Land reisen müsse, wenn er den Endpunkt von Simpsons Reise erreichen wollte.
Im Jahr 1830 gelangte John Ross ebenfalls zu der Erkenntnis, dass der Golf von Boothia eine Bucht war. Er segelte einen Teil der Ostküste des Golfs entlang, kehrte aber bald wieder um, weil er sich auf den Winter vorbereiten musste. Er war einer der ersten Europäer, der ohne Hilfe eines Vorrats-Schiffs so tief in der Arktis überwinterte. Er lernte, wie man Iglus baut, die einen besseren Kälteschutz bieten als die europäischen Zelte.
Raes zweite Reise begann am 5. April 1847. Er schaffte den Übergang zur Committee Bay, reiste vier Tage lang an der Westküste der Bucht entlang und wandte sich dann nach Westen über den Ursprung der Simpson-Halbinsel bis zur Pelly Bay. Von da aus ging er nach Norden. Von einem Hügel aus glaubte er die Lord Mayor Bay zu erkennen, wo John Ross zwischen 1829 und 1833 im Eis eingeschlossen war. Er umrundete einen Großteil der Küste der Simpson-Halbinsel und kehrte nach Repulse Bay zurück.
Seine dritte Reise startete er am 13. Mai 1847. Er reiste von Repulse Bay zur Committee Bay und weiter die Ostküste entlang mit dem Ziel, die Fury and Hecla Strait zu erreichen, die die Männer von William Edward Parry im Jahr 1822 gesehen hatten. Aufgrund schlechter Wetterbedingungen und schwindender Nahrungsmittel-Vorräte entschied sich Rae am 28. Mai, zu einem Cape Crozier genannten Ort zurückzukehren, von dem er annahm, dass er etwa 40 km (25 Meilen) südlich der Fury and Hecla Strait lag.
Als das Eis aufbrach, verließ er Repulse Bay am 12. August und erreichte York Factory am 6. September 1847. Danach brach er bald nach Großbritannien auf. Obwohl er den östlichsten Punkt von Simpsons Expedition nicht erreichen konnte, blieb nun nur noch eine unbekannte Lücke von unter 160 km (100 Meilen).

### Arktis-Küste (1848–1851)
Rae unternahm drei Reisen entlang der Küste der Arktis. Die erste führte ihn vom Mackenzie River zum Coppermine River, eine bereits erforschte Strecke. Auf der zweiten Reise versuchte er zur Victoria-Insel zu gelangen, scheiterte aber an den Eismassen. Auf der dritten Reise erforschte er die gesamte Südküste der Victoria-Insel.
Im Jahr 1848 war es klar, dass die Expedition von John Franklin, die 1845 von Grönland aus nach Westen aufgebrochen war, in der Arktis vermisst wurde. Es gab drei Such-Expeditionen: Eine von Osten aus, eine durch die Bering-Straße und eine über Land zur Arktis-Küste. Letztere wurde vom 61-jährigen Sir John Richardson angeführt. Er wählte Rae als seinen Stellvertreter aus. Ein Großteil der arktischen Küste war eine Dekade zuvor von Thomas Simpson kartographiert worden. Nördlich dieser Küste gab es zwei bekannte Uferabschnitte mit den Namen Wollaston Land und Victoria Land. Man nahm an, dass sich die Crew von Franklin irgendwo in dem unerforschten Gebiet nördlich davon aufhalten müsse.

#### Erste Reise
Die Expedition von Richardson und Rae brach im März 1848 aus Liverpool auf und nahm die übliche Route über New York und westlich von Montreal. Am 15. Juli 1848 erreichten sie Fort Resolution am Großen Sklavensee. John Bell wurde im März 1848 flussabwärts geschickt, um Winterquartiere bei Fort Confidence am Ostarm des Great Bear Lake einzurichten. Richardson und Rae reisten den Mackenzie River entlang und wandten sich an der Küste nach Osten.
Sie planten, nach Norden zum Wollaston Land zu gelangen, wie der südliche Teil der Victoria-Insel zu der Zeit genannt wurde, aber das Eis war unpassierbar. In zunehmend schlechteren Bedingungen umrundeten sie Cape Krusenstern am Westende des Coronation Gulf und wandten sich nach Süden. Am 1. September war klar, dass ihnen die Zeit ausging, also ließen sie ihre Boote zurück und reisten über Land weiter. Sie überquerten den Rae River und den Richardson River, um am 15. September die Winterquartiere bei Fort Confidence am Nordost-Ende des Great Bear Lake zu erreichen.

#### Zweite Reise
Im Dezember und Januar unternahm Rae zwei Expeditionen nach Nordosten, um eine bessere Route zum Coronation-Golf zu finden. Am 7. Mai reisten Richardson und Bell mit der Mehrzahl der Männer ab. Rae brach am 9. Juni mit sieben Männern und einem Boot im Schlepptau auf. Sie kamen am 21. Juni am Kendall River an und erreichten tags darauf den Coppermine River. Dort warteten sie eine Woche lang, bis das Eis aufbrach. Sie fuhren den Coppermine River hinunter und warteten am Coronation Gulf erneut, bis das Eis aufbrach.
Erst am 30. Juli erreichten sie Cape Krusenstern, von wo aus sie die Dolphin und Union Strait nach Wollaston Land überqueren wollten. Am 19. August starteten sie einen ersten Versuch, aber nach 13 km (8 Meilen) blieben sie in Nebel und Eisdrift stecken und mussten drei Stunden lang zurück zum Ausgangspunkt rudern. Rae wartete, so lange er konnte, und kehrte dann um. Er erreichte Fort Confidence am 1. September. Das Boot ging bei Bloody Falls zu Bruch und Albert Einauge, der Inuk-Übersetzer, kam ums Leben.

#### Dritte Reise

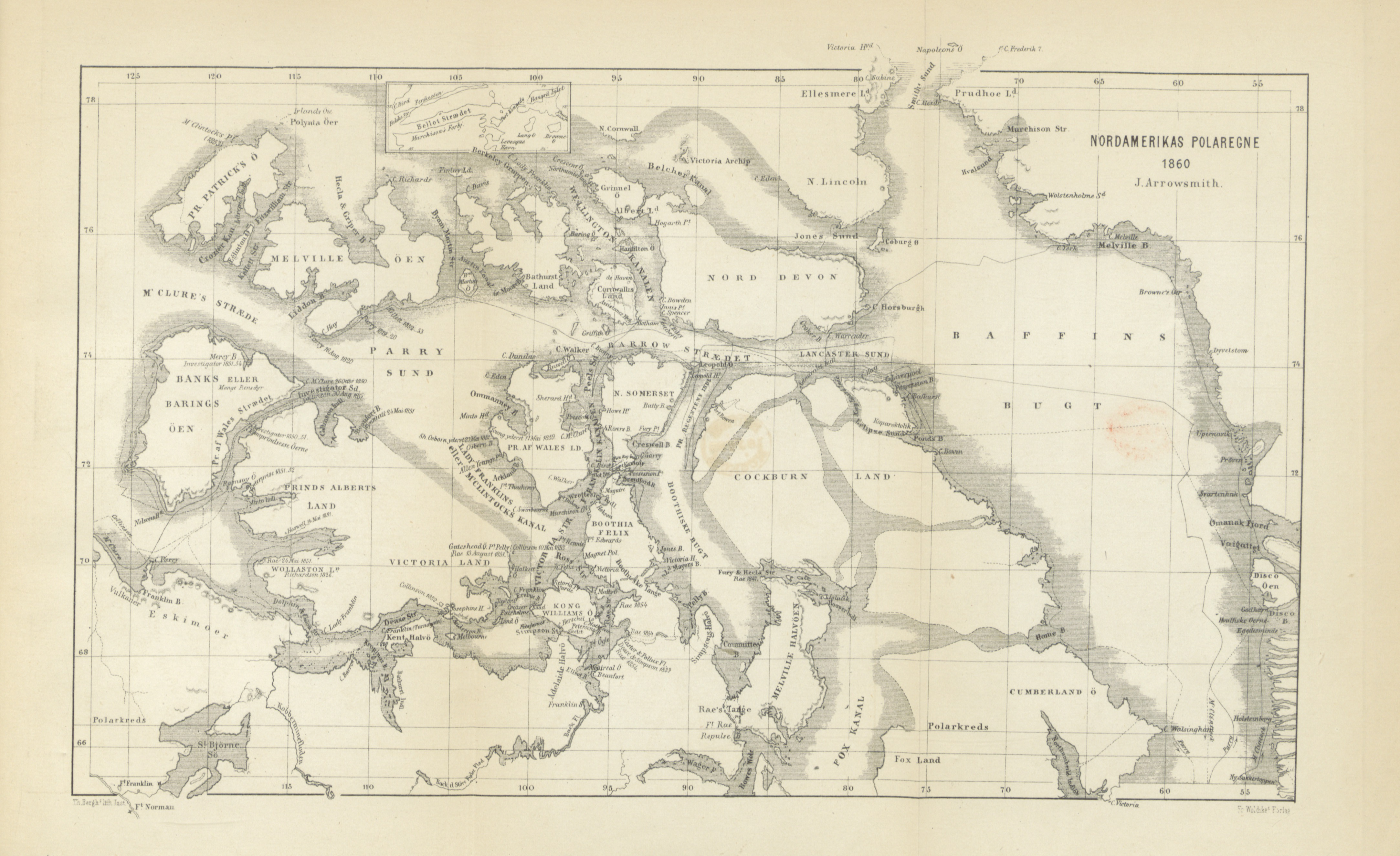
Karte der Eismeerküste Kanadas aus dem Jahr 1860 mit der Eintragung von Raes Route 1851–1854

Sie erreichten Fort Simpson Ende September. Nach einer Woche stieß William Pullen zu ihnen, der durch die Bering-Straße und den Mackenzie River hinauf gefahren war. Im Juni 1850 gingen Rae und Pullen mit der Ausbeute an Fellen dieses Jahres nach Osten den Mackenzie hinauf. Am 25. Juni holte sie kurz vor dem Großen Sklavensee ein Express-Kanu ein. Pullen wurde zum Captain befördert und erhielt den Auftrag, nach Norden zu reisen, um es erneut zu versuchen. Rae erhielt je einen Brief von Sir George Simpson, Francis Beaufort und Lady Jane Franklin, alle mit der Bitte, in die Arktis zurückzukehren. Simpson versprach, sich um Vorräte zu kümmern, und überließ es Rae, eine geeignete Route auszuwählen. Pullen brach auf der Stelle mit einem Großteil der Ausrüstung auf.
Rae brachte die Felle bis Methye Portage und kehrte im August nach Fort Simpson zurück. Unterwegs schrieb er Sir George einen Brief, in dem er seinen komplexen und letztendlich erfolgreichen Plan darlegte: Im folgenden Winter würde er nach Fort Confidence aufbrechen, zwei Boote bauen und Vorräte sammeln, dann im Frühling mit Hundeschlitten zum Wollaston Land übersetzen und so weit wie möglich vorstoßen, bevor die Eisschmelze eine Rückkehr verhindern würde. In der Zwischenzeit würden seine Männer die Boote über Land zum Coronation-Golf ziehen. Nach der Schmelze wäre die Küstenroute für die Boote frei. Rae erreichte Fort Confidence im September und verbrachte dort den Winter.
Am 25. April 1851 verließ er das Fort. Am 2. Mai gelang ihm der Übergang über das Eis zur Douglas-Insel und zum Lady Franklin Point, der Südwest-Spitze der Victoria-Insel. Auf dem Weg nach Osten überquerte und benannte er die Richardson-Insel. Seinen Berechnungen zufolge kam er auch am westlichsten Punkt vorbei, den Thomas Simpson während seiner Reise im Jahr 1839 erreicht hatte. Danach wandte er sich nach Westen, kam am Lady Franklin Point vorbei und folgte der Küste der von ihm benannten Simpson Bay in nördliche und westliche Richtung.
Bevor ihm die Zeit ausging, schaffte er eine weitere Strecke in Richtung Nordosten und konnte am 24. Mai nach Norden über den Prince Albert Sound sehen. Er wusste nicht, dass sich nur 10 Tage früher eine Schlitten-Gruppe aus Robert McClures Expedition auf der Nordseite des Sound aufgehalten hatte. Rae kehrte über die Dolphin und Union Strait nach Süden zurück und befand sich am 5. Juni wieder auf dem Festland. Danach machten Matsch und Schmelzwasser die Reise bis zum Lager am Kendall River sehr beschwerlich.
Am 15. Juni 1851, zwei Tage nachdem das Boot ankam, reiste er zusammen mit 10 Männern den Kendall River und Coppermine River hinunter. Er wartete auf die Eisschmelze und brach Anfang Juli nach Osten entlang der Südküste des Coronation Gulf auf. Ende Juli überquerte er die Mündung des Bathurst Inlet und erreichte Cape Flinders am Westende der Kent-Halbinsel. Er kam am 24. Juli am Cape Alexander an dessen Ostende an und überquerte am 27. Juli die Meerenge zur Victoria-Insel. Er erforschte Cambridge Bay und kam zur Überzeugung, dass sie ein besserer Ankerplatz war als von Dease und Simpson berichtet.
Er verließ die Bucht und reiste nach Osten die unbekannte Küste entlang. Der Küstenverlauf zog sich weiter nach Norden und das Wetter verschlechterte sich. Im August hatte er die Albert Edward Bay erreicht. Das Eis zwang ihn, zu Fuß nach Norden weiterzureisen, und er machte am 13. August kehrt. Er markierte die Stelle mit einem Steinhaufen, der zwei Jahre später von Richard Collinsons Männern gefunden wurde. Rae startete daraufhin drei erfolglose Versuche, die Victoria Strait zu überqueren, um zur King-William-Insel zu gelangen, doch diese Verbindung war fast ganzjährig unpassierbar. Am 21. August stieß er auf zwei Holzstücke, die eindeutig von einem europäischen Schiff stammen mussten. Sie stammten wahrscheinlich von Franklins Schiff, Rae wollte dazu aber keine Mutmaßungen anstellen.
Am 29. August kam er zum Lady Franklin Point und setzte auf das Festland über. Er arbeitete sich den Hochwasser führenden Coppermine River hoch und erreichte Fort Confidence am 10. September. Er hatte 1740 km (1080 Meilen) an Land und 2240 km (1390 Meilen) per Boot zurückgelegt und dabei 1010 km (630 Meilen) bislang unbekannte Küste neu kartiert, darunter die gesamte Südküste der Victoria-Insel. Er konnte zeigen, dass Wollaston Land und Victoria Land Teil der gleichen Insel waren. Von Franklin fehlte allerdings nach wie vor jede Spur.
1849 war Rae im Fort Simpson verantwortlich für den Bereich des Mackenzie River. Als er 1854 die Boothia-Halbinsel untersuchte, kam er in Kontakt mit einheimischen Inuit. Von ihnen erhielt er viele Informationen über das Schicksal der Franklin-Expedition. Sein Bericht an die Admiralität enthielt schockierende Hinweise auf Kannibalismus als letzten Ausweg für manche der Expeditionsteilnehmer. Der vertrauliche Bericht sickerte an die Presse durch und Lady Jane Franklin, Franklins Witwe, war außer sich wegen dieser Behauptungen. Sie gewann viele einflussreiche Unterstützer für sich, unter ihnen Charles Dickens, der mehrere Pamphlete verfasste, in denen er Rae dafür verdammte, auch nur anzudeuten, dass Seeleute der Royal Navy zu Kannibalismus in der Lage gewesen wären. Dickens warf vielmehr die These auf, dass die Inuit, von denen er eine sehr schlechte Meinung hatte, die letzten Überlebenden der Expedition getötet hatten.

## Franklins Schicksal
Rae brach zum südlich gelegenen Fort Chipewyan auf, wartete auf belastbares Eis und reiste auf Schneeschuhen ins Fort Garry. Von dort nahm er den Crow Wing Trail nach Saint Paul und reiste von dort nach Chicago, Hamilton, New York und London, wo er im Spätmärz 1852 ankam. In England warb er darum, nach Boothia zurückzukehren und die unkartographierte Lücke zwischen der Hudson Bay und der Arktis-Küste zu schließen. Dafür wollte er Boote zum Back River ziehen. Er reiste per Dampfschiff nach New York, Montreal und Sault Ste. Marie und dann per Kanu nach Fort William. Am 18. Juni 1853 kam er in York Factory an, wo zwei Boote für ihn bereit lagen.
Am 24. Juni brach er auf und erreichte das Chesterfield Inlet am 17. Juli. Dort stieß er auf einen bislang unbekannten Fluss, dem er 340 km (210 Meilen) weit folgte, bevor er nicht mehr schiffbar war. Da er der Meinung war, dass es bereits zu spät war, über Land weiter zum Back River zu reisen, kehrte er um und überwinterte bis 31. März 1854 in seinem alten Camp an der Repulse Bay. Nahe der Pelly Bay traf er auf einige Inuit. Einer von ihnen hatte ein goldenes Band einer Kappe, das laut dem Inuit von einem Ort stammte, der 10 bis 12 Tage weit weg war und an dem etwa 35 „kabloonat“ verhungert waren. Rae kaufte das Band und versprach weitere europäische Dinge zu kaufen.
Am 27. April erreichte Rae das Meereis südlich des Orts, der heute den Namen Rae Strait trägt. Einige Kilometer nach Westen, an der Südseite der Bucht, stieß er auf einen Fluss, den er für den Castor and Pollux River hielt. Simpson kam hier im Jahr 1839 von Westen her an. Rae wandte sich danach entlang der Westküste der Boothia-Halbinsel nach Norden, bei der es sich um die letzte nicht kartierte Küste Nordamerikas handelte. Sein Plan war, zur Bellot Strait zu gelangen und so die letzte Lücke zwischen der Bering-Straße und der Hudson Bay zu schließen. Doch die Küste verband sich nicht nach Westen mit der King-William-Insel, sondern zog sich weiter in den Norden hin.
Am 6. Mai erreichte Rae seinen nördlichsten Punkt, den er nach einem französischen Reisenden, dessen Bekanntschaft er in New York gemacht hatte, Point de la Guiche nannte. Alles deutete darauf hin, dass King William Land eine Insel war. Da nur noch zwei Männer aus seiner Gruppe bei voller Gesundheit waren, machte er sich auf den Rückweg. Er kam am 26. Mai in der Repulse Bay an und stieß dort auf mehrere Inuit-Familien, die weitere europäische Gegenstände bei sich trugen. Sie berichteten, dass vor vier Wintern andere Inuit auf mindestens 40 „kabloonat“ gestoßen waren, die ein Boot nach Süden zogen. Ihren Anführer beschrieben sie als großen, beleibten Mann mit einem Teleskop. Es könnte sich bei ihm um Francis Crozier handeln, Franklins Stellvertreter. Über Gesten teilten diese Europäer mit, dass ihre Schiffe vom Eis zerquetscht worden waren und dass sie im Süden Rotwild jagen wollten. Als die Inuit im darauf folgenden Frühling zurückkehrten, fanden sie etwa 30 Leichen und Zeichen von Kannibalismus. Bei einem der Artefakte, die Rae von den Inuit kaufte, handelte es sich um eine kleine Silber-Plakette. Auf der Rückseite befand sich die Gravur „Sir John Franklin, K.C.H“. Rae beschloss, dass er genug erfahren hatte, und verließ die Repulse Bay am 4. August 1854, nachdem das Eis aufgebrochen war.

## Späterer Werdegang
Für das, was Rae in Erfahrung gebracht hatte, und die Aussagen der Expedition unter Francis Leopold McClintock von 1859, die Raes Angaben zum größten Teil bestätigten, erhielt er die zur Aufklärung des Schicksals der verschollenen Expedition John Franklins ausgelobten 10.000 Pfund Sterling. Mit dem Geld ließ er ein Polarforschungs-Schiff bauen, dass er Iceberg taufte. Es wurde in Kingston, Canada West gebaut. Rae zog nach Hamilton, Canada West, am Lake Ontario, wo seine beiden Brüder lebten und ein Transportunternehmen für die großen Seen betrieben.
Die Iceberg wurde 1857 zu Wasser gelassen. Rae wollte mit ihr im darauf folgenden Jahr nach England segeln, um sie polartauglich zu machen. In der Zwischenzeit wurde sie als Lastschiff genutzt. Tragischerweise ging sie auf ihrer ersten kommerziellen Fahrt im Jahr 1857 mit sieben Mann Besatzung und einer Ladung Kohle zwischen Cleveland, Ohio und Kingston unter. Die Position des Wracks im Lake Ontario ist bis heute unbekannt.
In Hamilton war Rae einer der Mitbegründer der Hamilton Scientific Association, später die Hamilton Association for the Advancement of Literature, Science and Art, eine der ältesten Organisationen ihrer Art in Kanada.
Im Jahr 1860 war Rae am Bau der Telegrafen-Leitung in die USA beteiligt und besuchte Island und Grönland. 1864 brach er zu einer weiteren Erkundung für Telegraphen-Leitungen im Westen von Kanada auf. 1884, mit 71 Jahren, arbeitete er erneut für die Hudson’s Bay Company und erforschte den Red River, an dem eine Telegraphen-Leitung zwischen den USA und Russland gebaut werden sollte.
Die Witwe John Franklins, Jane Griffin, Lady Franklin, wollte sich mit dem unrühmlichen Ende ihres Ehemannes, und insbesondere den Hinweisen auf Kannibalismus nicht abfinden und führte eine öffentliche Kampagne gegen John Rae. Dabei wurde sie unter anderem von Charles Dickens unterstützt, der die Hinweise der Inuit als Lügen von „Wilden“ denunzierte. Als Folge wurde Rae, dessen Erfolge als Polarforscher und dessen Verständnis für die Lebensweise und Fertigkeiten der Inuit diejenigen Franklins bei weitem übertrafen, in der öffentlichen Wahrnehmung gegenüber diesem und anderen zeitgenössischen Forschern wie David Livingstone weitgehend vergessen.

## Tod und Nachwirken

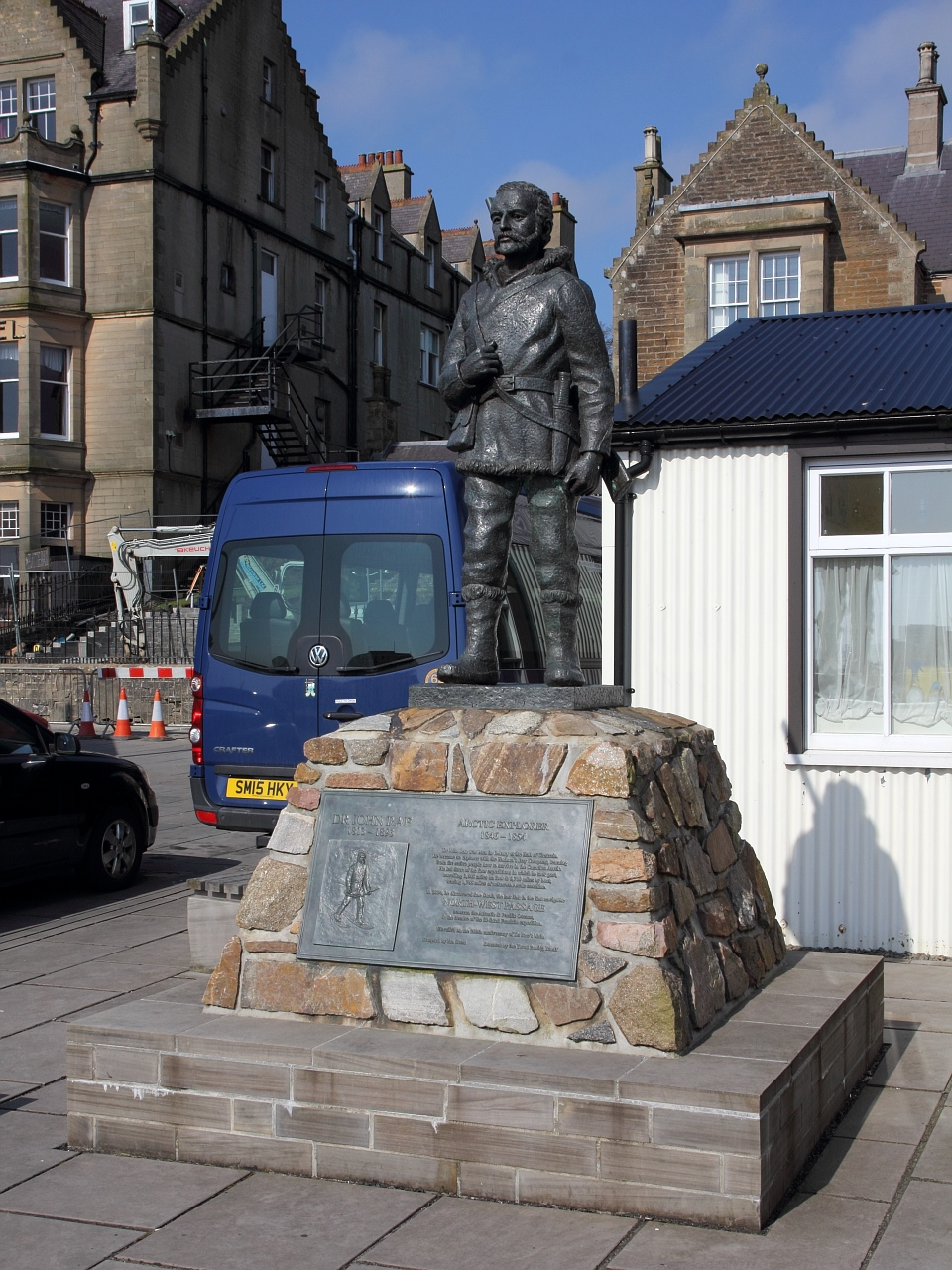
John-Rae-Denkmal in Stromness

John Rae starb am 22. Juli 1893 in Kensington an einem Aneurysma. Sein Leichnam wurde mit einem Raddampfer nach Orkney überführt, wo er auf dem Friedhof der St.-Magnus-Kathedrale in Kirkwall bestattet wurde. In der Kathedrale befindet sich ein Denkmal für Rae, das ihn schlafend darstellt, ausgerüstet mit einem Gewehr und einen Sammelband von Shakespeares Werken. Eine weitere Skulptur von Ian Scott, einem Bildhauer aus North Ronaldsay, wurde 2013 an der Anlegestelle in Stromness enthüllt. Eine Inschrift würdigt ihn als „Entdecker des letzten Stücks der ersten schiffbaren Nordwest-Passage“. Im Dezember 2013 wurde außerdem die John Rae Society gegründet, die inzwischen John Raes Geburtshaus erworben hat und, unterstützt durch Spendengelder, restauriert.
Ihm zu Ehren wurden Rae Strait, Rae Isthmus, Rae River, Mount Rae, der Point Rae, ein Kap an der Küste von Laurie Island im Archipel der Südlichen Orkneyinseln und Rae-Edzo (Nordwestterritorium) benannt.
Ein 2010 gebautes, in Kirkwall beheimatetes Lotsenboot trägt den Namen John Rae. 2011 wurde eine blaue Plakette von English Heritage an dem Haus angebracht, in dem John Rae seinen Lebensabend verbrachte: No. 4 Lower Addison Gardens, Kensington.

## Werke
- Narrative of an expedition to the shores of the Arctic Sea. London 1850.
- John Rae, arctic explorer: the unfinished autobiography. Herausgegeben mit einem Vorwort von William Barr. Polynya Press, Edmonton, Alberta 2018, ISBN 978-1-77212-332-6.
- JThe arctic Journals of John Rae. Mit einer Einleitung von Ken McGoogan. TouchWood Editions, Victoria 2012, ISBN 978-1-927129-74-6.
- John Rae; Ken McGoogan, John Rae's Arctic Correspondence 1844–1855. TouchWood Editions, Victoria 2014, ISBN 978-1-77151-084-4.